# Oxaea austera
Oxaea austera är en biart som beskrevs av Carl Eduard Adolph Gerstäcker 1867. Oxaea austera ingår i släktet Oxaea och familjen grävbin. Inga underarter finns listade i Catalogue of Life.